# 褐带蛸
褐带蛸，八腕目章鱼科双章鱼属的一个种。

## 地理分布
褐带蛸主要分布于热带大西洋两岸，西岸主要分布于美国东南部至巴西北部，东岸主要分布于西非附近海域。

## 大小
褐带蛸的最大胴体长度为80毫米，最大腕长为150毫米。